# Las Vegas (televisieserie)
Las Vegas was een Amerikaanse televisieserie van NBC.
Het verhaal speelt zich af in het Montecito hotel in Las Vegas, waarbij een beveiligingsteam de gokkers nauwlettend in de gaten houdt. De hoofdpersonen in de serie werken in het management, in een restaurant of in de beveiliging.
In Nederland werd de serie uitgezonden door Veronica. In België werd de serie door VT4 (nu VIER) uitgezonden. Sinds 2013 zend ook 2BE de serie uit.
De manier van filmen is gelijk aan de serie CSI. Normaal lopen er verschillende verhaallijnen gedurende de show en wordt er tussen de verhaallijnen geschakeld.
De serie is op 20 februari 2008 door NBC geannuleerd. Meteen na het lanceren van dit nieuws reageerden onthutste Las Vegas fans met een reddingscampagne, om de fans minstens een echt einde te geven. De actie startte onder de naam "Save Las Vegas: Operation Baby Booties". Vijftienduizend handtekeningen werden verzameld en bijna 6000 paar babysokjes werden naar NBC opgestuurd, na nog geen drie weken campagne voeren. NBC besloot toch niet aan hun eisen te voldoen en het eind zo te laten, te lezen op dezelfde website

## Verloop van de serie
Het eerste seizoen kwam uit op 22 september 2003, de eerste afleveringen beginnen meer met Danny McCoy (Josh Duhamel) die het verhaal vertelt, verder in het seizoen stopt dit, dit seizoen bevatte 23 afleveringen.
Er zijn wat veranderingen gekomen in seizoen 2, Mike werkt o.a vanaf nu in de beveiliging (in plaats van parkeerdienst), ook gaat het seizoen verder op het moment dat Danny terugkomt van zijn oproep aan de mariniers, dit seizoen bevatte 24 afleveringen.
In het derde seizoen is er een nieuw hotel, omdat het eerdere hotel aan het einde van seizoen twee in opdracht van de nieuwe eigenaar van het Montecito hotel werd opgeblazen. Marsha Tomason komt niet in seizoen 3 voor. Seizoen 3 bevat 23 afleveringen.
Seizoen vier bevat maar 17 afleveringen.
Het vijfde en laatste seizoen van Las Vegas startte op 28 september 2007 in de Verenigde Staten met een 1,5 uur durende seizoen première. Dit seizoen heeft deels een nieuwe cast. Wegens beperking van het budget zullen Mary Connell (Nikki Cox) en Ed Deline (James Caan) niet te zien zijn in het vijfde seizoen, James Caan verlaat de serie omdat hij weer films wil gaan maken en dit al een lange tijd niet heeft gedaan.

## Rolverdeling
| Acteur           | Personage      |
| ---------------- | -------------- |
| James Caan       | Ed Deline      |
| Josh Duhamel     | Danny McCoy    |
| Vanessa Marcil   | Sam Marquez    |
| Nikki Cox        | Mary Connell   |
| James Lesure     | Mike Cannon    |
| Molly Sims       | Delinda Deline |
| Marsha Thomason  | Nessa Holt     |
| Cheryl Ladd      | Jillian Deline |
| Dean Cain        | Casey Manning  |
| Lara Flynn Boyle | Monica Mancuso |
| Tom Selleck      | AJ Cooper      |
| Camille Guaty    | Piper Nielsen  |

## Afleveringen
Zie: Lijst met afleveringen van Las Vegas

## Locatie
Het Montecito is een fictief hotel en de locatie ervan verandert nog weleens gedurende de serie. Enkele van de eerste afleveringen zijn opgenomen in de Monte Carlo en Mandalay Bay. Veel van het interieur van Mandalay Bay blijkt ook het interieur te zijn van het Montecito. Maar (zoals te zien in de Internet Movie Database) is de officiële set in de Culver Studios in Culver City, California.
Gedurende de eerste afleveringen van de serie, kijken veel van de Montecito kamers uit op gedeeltes van het middelste gedeelte van the Strip, ongeveer ter hoogte van The Venetian, Flamingo Las Vegas en The Mirage.

## Trivia
- Het introlied is in een paar landen verschillend. In Australië, Verenigd Koninkrijk, Nederland en Zweden wordt het lied 'Let It Ride' door Charlie Clouser gebruikt. In de Verenigde Staten wordt het lied 'A Little Less Conversation' door Elvis Presley gebruikt.
- De set van Las Vegas is de grootste ooit in een televisieserie.